# Gibraltar 1
Gibraltar 1 è il nome attribuito a un teschio fossile scoperto nel 1848 nella cava di Forbes, una cava di calcare sita nel nord di Gibilterra. La scoperta fu descritta scientificamente per la prima volta da George Busk solo nel luglio 1864 e tale teschio era così simile al teschio fossile Neanderthal 1, scoperto nel 1856 nel territorio di Mettmann vicino a Düsseldorf in Germania, che Busk considerò il cranio di Gibilterra come seconda prova indipendente dell'esistenza della specie dell'Homo neanderthalensis.

## Storia del ritrovamento
Le circostanze esatte del ritrovamento e le informazioni stratigrafiche del sito dove esso avvenne non furono documentate. Il teschio fu infatti rinvenuto a metà del XIX secolo, ben dieci anni prima che Charles Darwin pubblicasse L'origine delle specie e otto anni prima del ritrovamento di Neanderthal 1 nella valle di Neander, quindi esso fu semplicemente etichettato come appartenente a "un antico uomo, morto prima del diluvio universale". L'unica cosa certa, quindi, è che il cranio fu consegnato alla Gibraltar Scientific Society da un membro delle forze armate britanniche, il tenente Edmund Henry Réné Flint, e che l'istituto, dopo aver documentato la ricezione dell'oggetto il 3 marzo 1848, lo tenne come curiosità nella propria collezione scientifica. Nel 1862, George Busk e Hugh Falconer, due paleontologi entrambi amici e colleghi di Darwin, visitarono il Territorio d'oltremare britannico sulla punta meridionale della penisola iberica e vennero a conoscenza dell'esistenza del cranio. Dopo averlo fatto arrivare a Londra e averlo analizzato, nel 1864 Falconer attribuì il cranio a una nuova specie che egli battezzò "Homo calpicus", derivando il nome dal latino "Mons Calpe", ossia il nome con cui gli antichi romani chiamavano la rocca di Gibilterra; Busk, invece, attribuì il teschio alla specie dell'Homo neanderthalensis, la cui esistenza era stata proposta da William King alla fine dell'estate dell'anno precedente in una conferenza al dipartimento di geologia della British Association for the Advancement of Science. Busk fece immediatamente in modo che il cranio fosse portato a Londra e presentato poi al Royal College of Surgeons of England nel 1868. Da allora, il cranio rimase possesso del suddetto college per essere poi prestato, a partire dal 1955, al museo di storia naturale di Londra, che al tempo faceva ancora una sezione del British Museum, dove è attualmente esposto; una sua copia può invece essere ammirata presso il Museo nazionale di Gibilterra.
Nella sua prima descrizione del reperto, pubblicata nel luglio 1864 sulla rivista londinese The Reader, Busk afferma che il cranio era stato inviato in Inghilterra da un suo amico, il capitano Brome, che era il direttore della prigione militare di Gibilterra, e, osservando il teschio, gli attribuisce un'"età enorme" a causa del suo aspetto e dei minerali aderenti, notando anche come esso assomigli "in tutti i dettagli essenziali", incluso lo spessore delle ossa, "al noto cranio di Neanderthal", rispetto a cui comunque il Gibraltar 1 era molto più completo e meglio conservato. Allo stesso tempo, Busk sottolinea che la scoperta fatta a Gibilterra dimostra che le caratteristiche anatomiche del fossile Neanderthal 1 non sono peculiarità individuali, ma che potrebbero essere state caratteristiche di una razza "diffusa dal Reno alle colonna Ercole". Infine, in tono ironico afferma: "Qualunque cosa sia successa sulle rive del Düssel (dove si trova il sito in cui è stato ritrovato Neanderthal 1), anche il professor Mayer difficilmente sospetterà che un cosacco rachitico della campagna del 1814 si fosse insinuato nelle strette fessure della rocca di Gibilterra". In quest'affermazione, Busk alludeva al fatto che, quando i resti di un Neanderthal furono trovati vicino a Mettmann nel 1856, l'anatomista tedesco August Franz Josef Karl Mayer, che era "un determinato seguace della fede cristiana nella creazione nella sua forma tradizionale" e che aveva avuto l'opportunità di analizzare i reperti, aveva attribuito i resti di Neanderthal 1 a un cosacco russo morto intorno al 1813/14 nel tumulto delle guerre di liberazione contro Napoleone, deducendo il tutto dalle proprietà anatomiche del bacino e delle gambe che, secondo Mayer, dovevano appartenere a una persona che aveva trascorso tutta la sua vita su un cavallo.
Busk smise di lavorare a una descrizione precisa del cranio dopo il gennaio 1865, ossia dopo l'improvvisa morte di Falconer; egli infatti non aveva sufficiente conoscenza di anatomia comparata per poter portar avanti da solo un'analisi approfondita di Gibraltar 1 e il lavoro dell'amico Falconer gli risultava quindi necessario. Questo, unitamente al fatto che il riconoscimento dei Neanderthal come precursori dell'essere umano anatomicamente moderno, ossia l'Homo sapiens, rimase controverso per decenni, portò a dimenticare nuovamente il cranio di Gibilterra.
Il teschio rinvenuto a Gibilterra nel 1848 fu il secondo fossile conosciuto di un Neanderthal dopo il cranio Engis 2, scoperto nel 1829 presso le grotte di Schmerling, in Belgio, e che fu riconosciuto come appartenente a un Neanderthal solo nel 1936. Se il nome "Homo calpicus" non fosse stato proposto nel 1864 ma qualche mese prima, ossia prima dell'agosto 1863, esso sarebbe stato probabilmente il nome dell'attuale Homo neanderthalenis. In conformità con le regole internazionali della nomenclatura zoologica, infatti, poiché William King aveva presentato per la prima volta la sua proposta di nome "Homo neanderthalenis" durante il XXXIII congresso della British Association for the Advancement of Science, che aveva avuto luogo a Newcastle upon Tyne nell'agosto e settembre 1863, fu quello il nome ad essere scelto per nuova specie.

## Identificazione

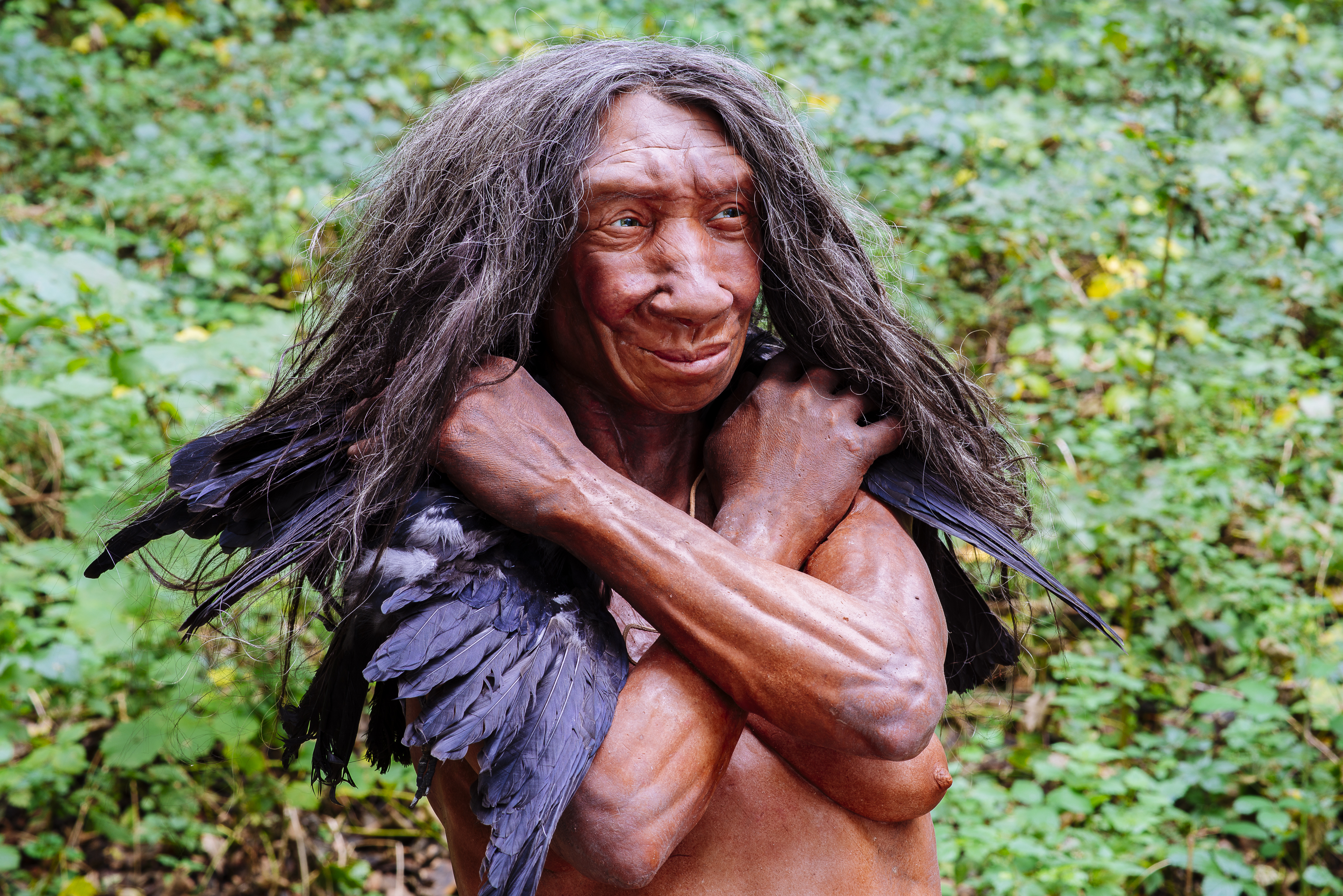
Una ricostruzione della "donna di Gibilterra" presente al Museo Neanderthal di Mettmann

Nel 1997 il teschio è stato descritto per la prima volta come appartenente a una donna di Neanderthal, vissuta tra i 45 000 e i 70 000 anni fa, per la quale è stato calcolato un peso corporeo compreso tra i 50 e i 70 kg e che si ritiene sia morta in età relativamente avanzata, come ipotizzabile dalla presenza di un'iperostosi endocranica. Nel 2019 il sesso dell'individuo è stato confermato sulla base delle caratteristiche del DNA. Allo stesso tempo, i frammenti di DNA conservati hanno rivelato che la "donna di Gibilterra" aveva caratteristiche più simili a quelle di altri di due ritrovamenti effettuati in Belgio, nella grotta di Scladina, e in Germania, nella grotta di Hohlenstein-Stade, e risalenti a circa 120 000 anni fa, che non a un reperto quasi identico ritrovato nella grotta di El Sidrón, nella Spagna settentrionale, battezzato El Sidrón 1253 e risalente a 49 000 anni fa; a meno di supporre che la comunità a cui apparteneva Gibraltar 1 fosse una comunità di Neanderthal del tutto isolata e distinta dalle altre comunità Neanderthal della penisola iberica, ciò permetterebbe quindi di considerare Gibraltar 1 molto più antico di El Sidrón 1253.